# Halichoeres argus
Halichoeres argus (Bloch & Schneider, 1801) è un pesce di acqua salata appartenente alla famiglia Labridae.

## Distribuzione e habitat
Proviene dalle barriere coralline dell'oceano Pacifico e dell'oceano Indiano, in particolare da Taiwan, Australia, Figi, Tonga e Sri Lanka. Nuota fino a 10 m di profondità in zone molto ricche di vegetazione acquatica come le praterie di fanerogame marine.

## Descrizione
Presenta un corpo leggermente compresso ai lati, non particolarmente alto né allungato, con la testa dal profilo abbastanza appuntito. La lunghezza massima registrata è di 12 cm.
La colorazione è mimetica e si mantiene tendente al verdastro, talvolta al grigio-blu nei giovani e nelle femmine, che presentano una macchia nera sulla pinna dorsale e talvolta una, più piccola, sul peduncolo caudale. I maschi adulti, invece, sono arancioni pallidi, ma su tutto il corpo la loro colorazione presenta piccole macchie verdi, azzurre e gialle circolari, che fanno apparire anche il corpo verdastro. La stessa colorazione è presente sulla pinna dorsale e sulla pinna anale, basse e lunghe, e sulla pinna caudale, che ha il margine arrotondato, ma non sulla testa. In quest'ultima la colorazione è suddivisa in ampie macchie dai contorni irregolari arancioni, verdi e azzurre. Gli occhi sono gialli, le pinne pelviche corte.

## Biologia

### Comportamento
Spesso nuota in gruppi, solitamente composti da pochi esemplari.

### Riproduzione
È oviparo e la fecondazione è esterna. Non ci sono cure nei confronti delle uova.

## Conservazione
Questa specie è classificata come "a rischio minimo" (LC) dalla lista rossa IUCN perché è una specie comune e diffusa anche in diverse aree marine protette.